# Parque vía
Parque vía és una pel·lícula mexicana escrita i dirigida per Enrique Rivero i estrenada el 2008.

## Sinopsi
Beto és el conserge d'una casa a Ciutat de Mèxic i només es comunica amb el propietari de la casa i amb Lupe, la seva amant.

## Repartiment
- Nolberto Coria: Beto
- Nancy Orozco: Lupe
- Tesalia Huerta: la propriétaire

## Premis
Va guanyar el Pardo d'oro al Festival Internacional de Cinema de Locarno de 2008 el Montgolfière d'or al Festival dels Tres Continents de 2008 i el corb d'Or a la millor pel·lícula al Festival Internacional de Cinema de Kerala.
També va guanyar el premi Gran Coral a la millor opera prima al Festival Internacional del Nou Cinema Llatinoamericà de l'Havana i el premi a la millor opera prima al Festival de Cinema Iberoamericà de Huelva.